# 史蒂文森灣
史蒂文森灣（英語：Stevenson Cove）是南極洲的海灣，位於威爾克斯地，處於克拉克半島北部，根據美國海軍拍攝空中照片繪入地圖，現時由南極條約體系管理。